# Podkurek
Podkurek – w dawnej Polsce ostatni w danym dniu posiłek, spożywany o późnej godzinie nocnej, tuż przed snem. Nazwa „podkurek” wywodzi się od pory jedzenia „tuż przed pianiem koguta”. Na podkurek spożywano najczęściej dania uznawane wówczas za lekkie, często towarzyszył mu kieliszek alkoholu.
Osobnym rodzajem był tzw. podkurek zapustny, serwowany w ostatki, składający się z jaj, mleka i śledzi, mający symbolizować przejście od mięsopustnych do postnych potraw.
Współcześnie tradycja spożywania podkurka została zarzucona, głównie za sprawą zaleceń dietetycznych, odradzających spożywania posiłków tuż przed snem, jako niezdrowych.